# 宏九印
宏九印（1955年10月—），中华人民共和国政治人物、外交官。

## 生平
2007年，接替左学良，担任中华人民共和国驻亚美尼亚大使。2012年，接替张延年担任中华人民共和国驻阿塞拜疆大使。

## 荣誉

### 外国勋章奖章
- 一等圣母玛利亚之地十字勋章（英语：Order of the Cross of Terra Mariana）（爱沙尼亚，2006年2月28日批准，2006年3月2日颁发[3][4]）